# Alice Grace Cook
Alice Grace Cook (18 de febrero de 1877 - Suffolk, 27 de mayo de 1958), conocida como Grace Cook o A. Grace Cook, fue una astrónoma británica. Se unió a la Asociación Astronómica Británica en 1911, y fue elegida miembro de la Royal Astronomical Society en 1916 como parte del primer grupo de mujeres elegidas como becarias. Su trabajo más importante fue la observación de los meteoros y de fenómenos como la luz zodiacal y las auroras. Durante la Primera Guerra Mundial, Cook, junto a Fiammetta Wilson, encabezó la Sección de Meteoros de la Asociación Astronómica Británica. Cook observó cometas y novas de la Vía Láctea y se encontraba entre los descubridores de la nova V603 Aquilae en 1918. Este trabajo le valió la beca Edward C. Pickering de la Asociación Maria Mitchell en 1920-1921. De 1921 a 1923, Cook fue directora de la Sección de Meteoros de la Asociación Astronómica Británica. Con Joseph Alfred Hardcastle, Cook trabajó para identificar y describir 785 objetos del Nuevo Catálogo General en una serie de placas fotográficas tomadas por John Franklin-Adams.
Cook vivía en Stowmarket, Suffolk .  Murió en 1958 y fue recordada por sus colaboradores como una astrónoma experta y dedicada.